# Ugo Purcaro
Ugo Purcaro (Nápoly, 1914. augusztus 10. – Nápoly, 1987. augusztus 24.) világbajnok olasz tőrvívó.